# Воргорда (коммуна)
Во́ргорда (швед. Vårgårda kommun) — коммуна в Швеции в лене Вестра-Гёталанд (Вестеръётланд). Административный центр — Воргорда.
Площадь — 429 км², население — 11 030 жителей (2013).
По территории коммуны Воргорда проходит европейский маршрут E20 и железная дорога Стокгольм — Гётеборг.
В экономике доминируют промышленное производство, а также общественный и частный сектор услуг. Ранее в коммуне важную роль играли лесная и пищевая промышленности, однако в последние десятилетия их значение снизилось.

## Крупнейшие населённые пункты
- Воргорда
- Эстадкулле